# ريك راي
ريك راي (بالإنجليزية: Rick Ray)‏ هو مدرب كرة سلة أمريكي، ولد في 8 مايو 1970 في كومبتون في الولايات المتحدة.